# 都江堰
座標: 北緯31度0分11秒 東経103度36分36秒 / 北緯31.00306度 東経103.61000度
都江堰（とこうえん、拼音: Dūjiāngyàn）は、中華人民共和国四川省都江堰市西部の岷江にある古代の水利・灌漑施設である。

## 概説
都江堰は、岷江が龍門山脈を抜けて成都平原（四川盆地の西部）に出るところに形成された扇状地の扇頂部に設けられた堰（せき）で、岷江の水を左岸（東側）一帯へと分水している。都江堰は現在でも 5,300 km2 に及ぶ範囲の農地の灌漑に活用されており、古代の優れた土木技術を今に残すものである。それまで水不足に苦しんでいた成都平原は水田や桑畑などが急速に広がり水運も便利になり、「天府之国」と謳われる大穀倉地帯となった。都江堰は以後も改良や補修を加えられ、2300年後の現在もなお機能する古代水利施設である。現地には、李冰の偉業を讃え石像も建てられている。1982年には国務院の指定する全国重点文物保護単位の一つとなり、2000年には青城山とともにユネスコの世界遺産に登録された、2019年には国際かんがい排水委員会(ICID)のかんがい施設遺産登録もされた。中華人民共和国国家級風景名勝区（1982年認定）、中国の5A級観光地（2007年認定）でもある。
なお2008年5月12日の四川大地震では都江堰の先端の「魚嘴」部分にひび割れが入り、二王廟などの寺院群が倒壊するなどの甚大な被害が出たが、堰の機能には大きな影響はなかった。

## 建設

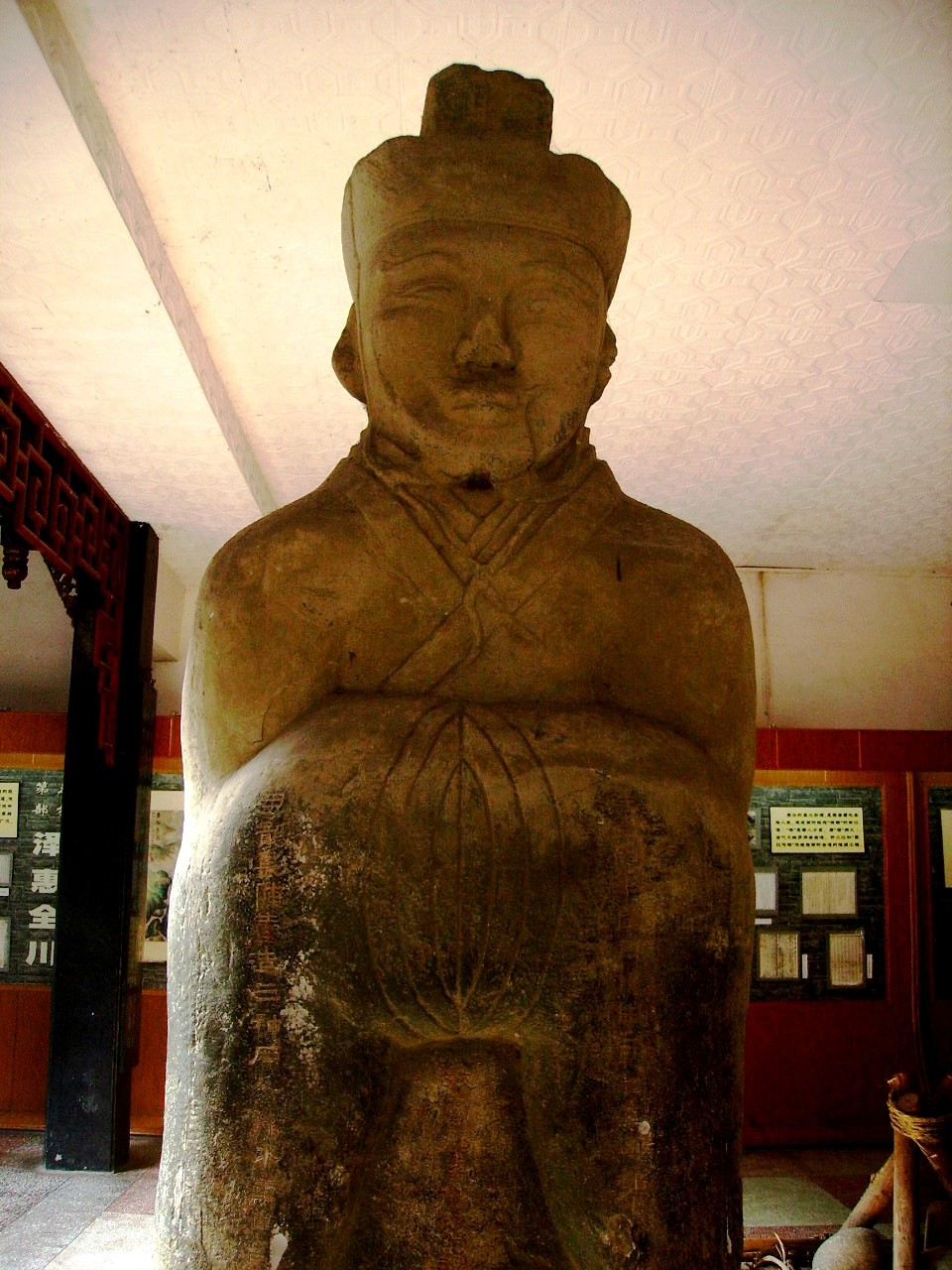
李冰の像

紀元前3世紀、戦国時代の秦の蜀郡郡守李冰（りひょう）が、洪水に悩む人々を救うために紀元前256年から紀元前251年にかけて原形となる堰を築造した。
李冰は、春の雪解け水が山々から殺到することで岷江が増水し、岷江の流れが緩やかになり川幅が広くなる地点で周囲に水があふれ出して毎年洪水になると判断した。ダムを造ることが一つの解決策であったが、岷江は奥地の辺境へ軍を送る重要な水路でもあるため、ダムで完全に堰き止める案は採用せず、川の中に堤防を作り水の一部を本流から分け、その水を玉塁山を切り開いた運河を通して、岷江左岸の乾燥した成都盆地へ流すことを提案した。
李冰は昭襄王から銀十万両を与えられ、数万人を動員して工事に着手した。川の中の堤防は、石を詰めた細長い竹かごを川の中に投入して建設され、「榪槎」というテトラポッド状の木枠で固定された。大規模な工事には4年の歳月が費やされた。
岷江から盆地への運河を山を切り開いて建設することは、火薬や爆薬のない当時の技術では困難であった。玉塁山の岩盤を火で温めた後に水で冷ますことを、岩盤に亀裂が入るまで繰り返しながら少しずつ岩山が崩されていった。8年の工事により 20 m 幅の運河が山の中に建設された。李冰は工事の完成を見ることなく没し、息子の李二郎（顕聖二郎真君のモデルともされる）が工事を引き継ぎ完成させた。

## 構造

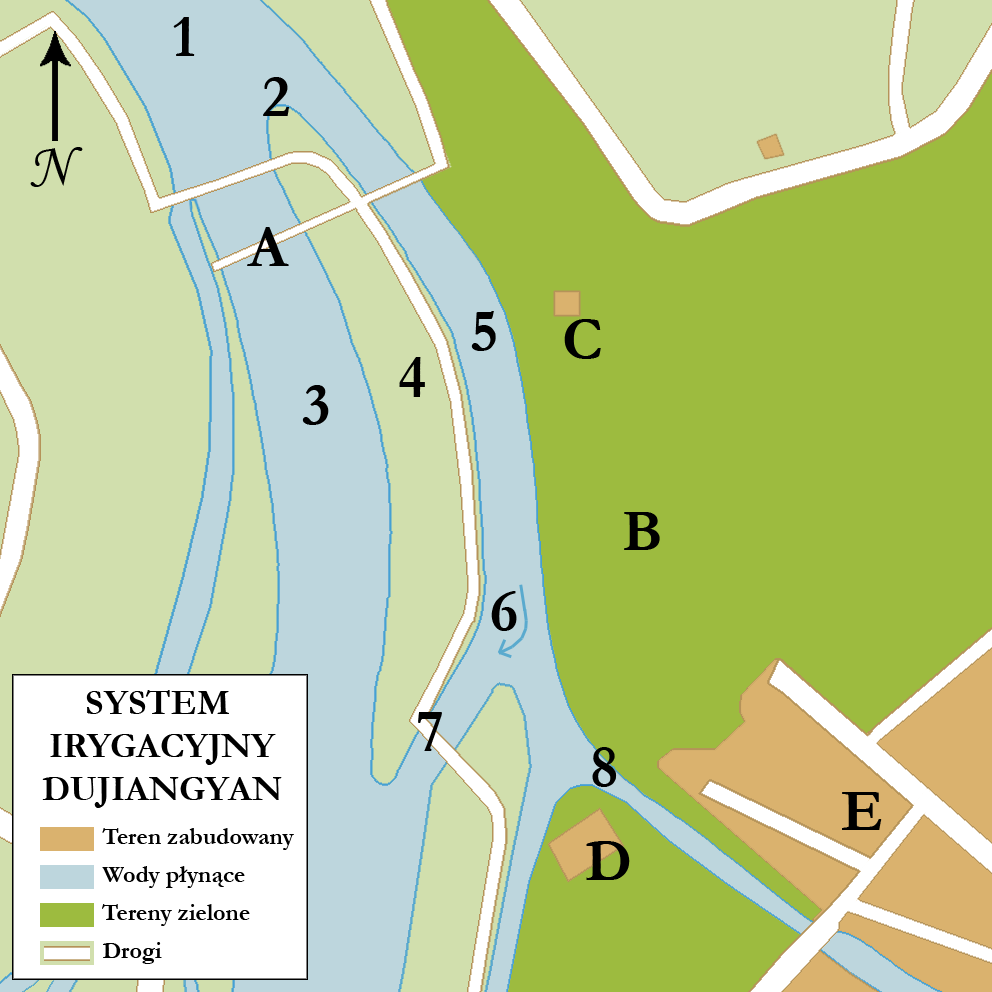
都江堰の構造。中央の中州（4）が人工の堤防で、先端の「魚嘴」（2）で川を左右に分水する。左（3）が岷江本流、右（5）が灌江であり、「飛沙堰」（6）で土砂を灌江から排出し、「宝瓶口」（8）から灌江の水を右下の農業用水へと導く

北から南へと流れる岷江に中洲を造り、西側（金馬河）を岷江本流とし、東側（灌江）を農業用水として活用する。堰は川を分水する「魚嘴」、土砂を灌江から排出する「飛沙堰」、灌江の水を運河へ導水する「宝瓶口」という3つの堤防状構造物からなる。
このほか川沿いの堤防（金剛堤・人字堤）、付属建築などもある。農地の灌漑・排砂・水運・街への生活用水の供給などを果たす、古代人の知恵を偲ぶことができる構造である。

### 魚嘴
岷江の流れを適切な比率で本流と灌江に分ける「魚嘴」は最も重要な構造物である。外側の本流の広さは 150 m 、内側の灌江の幅は 130 m となっており、川の地形も活用して水量を配分している。春の水量が少ない時期は4割が本流へ、6割が灌江へ流れ農業用水を確保する。春や夏の増水時には水が「魚嘴」の先端を乗り越えるため、6割が本流へ向かい灌江があふれるのを防ぐ。これが「分四六、平潦旱」と表現されているこの堤防の機能である。
また、堤防にはかつては「榪槎」というテトラポッド状の木枠が置かれていた。これは外を竹に覆われ、中に土砂がたまる仕組みのもので、農業用水が必要な時は外の本流側にこれを置き本流の流れを制限して灌江へ導入する。田に水が漲られ、川の水位も増大する季節には本流側の「榪槎」は除去され本流の流れをスムーズにする。1974年に本流側に閘門が完成したことで「榪槎」の役割は終わった。

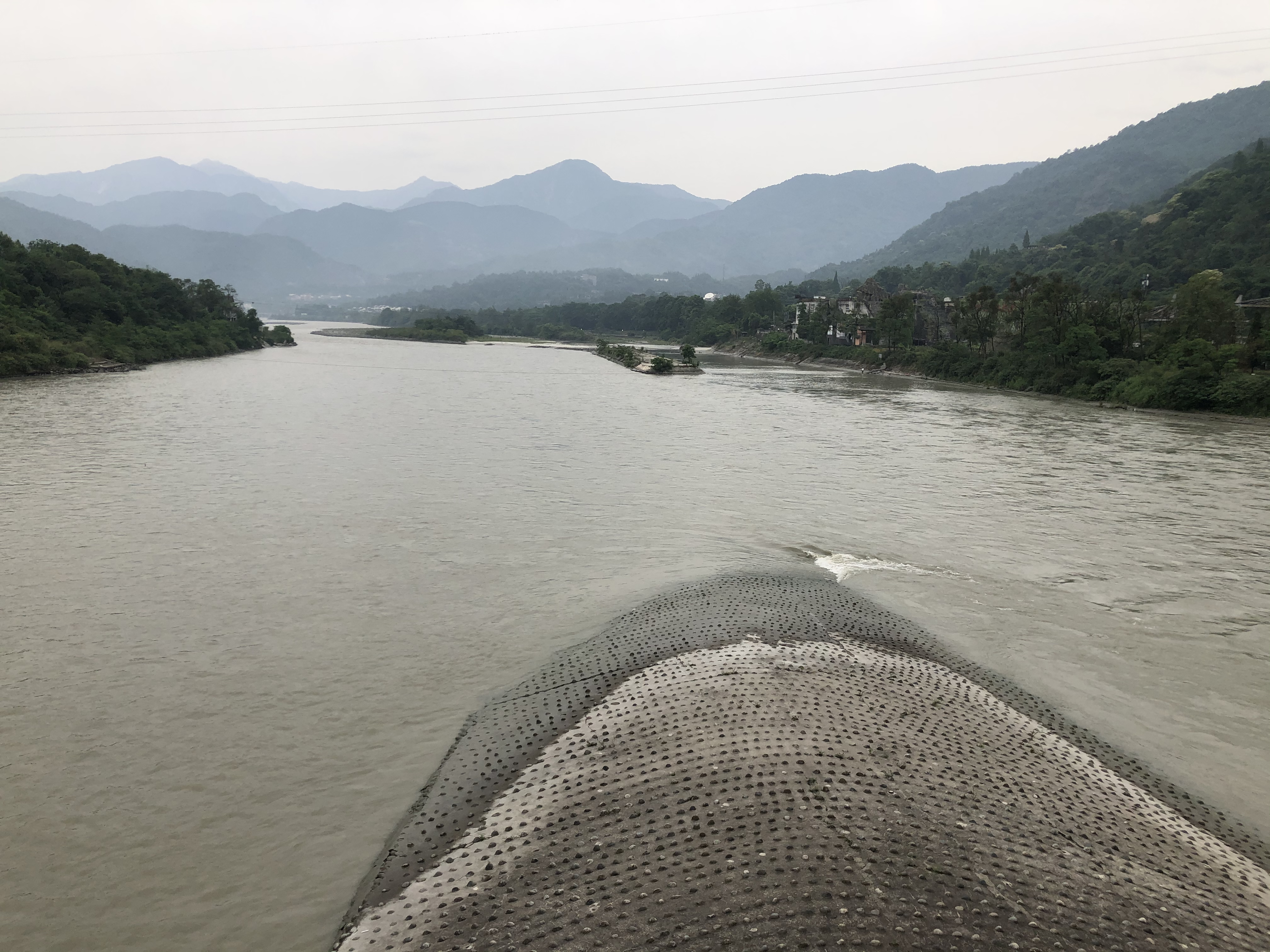
魚嘴の先端部

「魚嘴」の先端部は半月形でその名の通り魚の口状となっており、現在は石とコンクリートで築かれている。長さは 80 m 、幅は広い所で 39.1 m 、高さは 6.6 m 。「魚嘴」の下流には「金剛堤」が続き三日月状の中州を形成する。灌江側は延長 650 m 、本流側は延長 900 m 。金剛堤と中州が終わった部分より下流には「飛沙堰」という灌江から本流へつながる排水路と、さらなる中州と堤防の「人字堤」が続く。「魚嘴」の上流には全長 1,950 m の「百丈堤」という護岸があり、あふれる水と土砂を川の西寄り（本流）に跳ね返すようになっている。
歴史的に、「魚嘴」の位置は、岷江流域を襲う大洪水や大地震などにより変動しており、建設当初より 2 km 近く下流にある。1933年8月25日の畳渓大地震（茂県大地震）の際に岷江上流にできた堰止湖が、同年10月9日に決壊して当時の都江堰を押し流し、1936年にようやく再建工事が完了した。現在の都江堰の位置はこの際に確定した。

### 飛沙堰

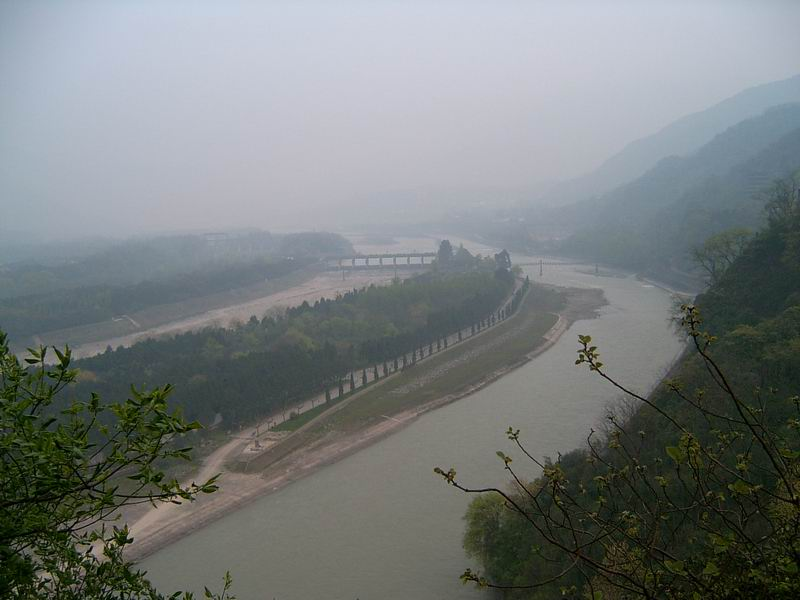
中州で分けられた本流（左）と灌江（右）

堰の中ほどにある幅 200 m ほどの開口部・「飛沙堰」は灌江側から本流側に土砂や余分な水を戻すためのもので、洪水になっても灌江側が氾濫しないように、灌江側の水流が岷江本流へ戻るような仕組みとなっている。
もとは「侍郎堰」といい、唐の高宗の龍朔年間（661年 - 663年）に建設された。飛沙堰は、金剛堤の上流側から 710 m の位置に、灌江側から本流側に向かって斜めに開いた開口部で、その幅一杯に川床から 2 m の高さの堰が作られている。運河に水が殺到し成都平原で洪水にならないよう、また運河が土砂で埋まらないように設けられたもので、遠心力で土砂や石が本流側に向かうように設計されている。渇水時に川面が低くなった時には、灌江の水は飛沙堰に阻まれて全量運河側へ入る。
水が運河の入口（宝瓶口）からあふれた時や増水の時は、水は宝瓶口の手前で滞留し回転し、飛沙堰を乗り越えて本流へと流れる。同時に、灌江側にある虎頭岩を周りこむ際の遠心力で土砂の大半が本流側に排出される。

### 宝瓶口

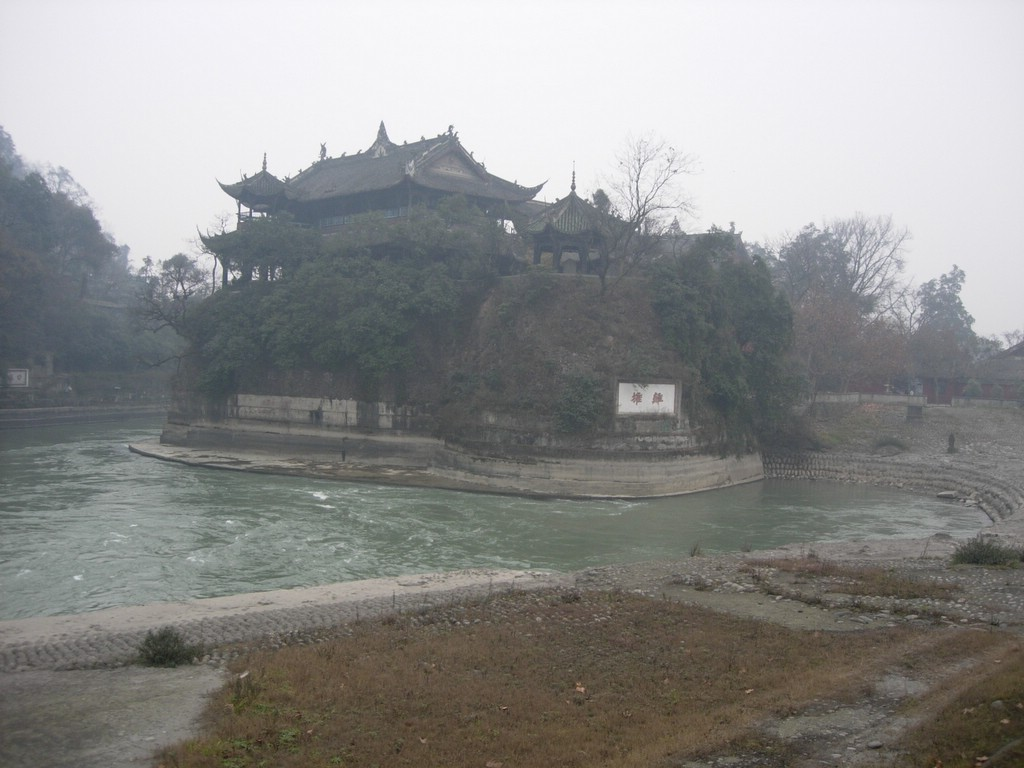
宝瓶口（左奥）と離堆、離堆の上の老王廟

「宝瓶口」は玉塁山の断崖に切り抜かれた狭い導水路で、その名の通り瓶の首のように細く、ここで灌江から用水路へ水が導かれ、ここから入れない余った水は 120 m 離れた飛沙堰を乗り越え本流へ排出される。古代の灌県城の西門・玉塁関の下にあり、都江堰の建設と同時に作られた。宝瓶口は上が広く下が狭く、頂上部の幅は 28.9 m 、底部の幅は 14.3 m 。灌江から運河へ向かう部分の幅は 70 m あるが、ここで瓶の口のようにせまくなることからこの名がついた。
宝瓶口も飛沙堰と同じく、運河へ入る水の量を調節する。春季、灌江から宝瓶口を通過した水は成都平原の広大な水田を潤す。しかし増水時には、宝瓶口の手前の飛沙堰を水が乗り越えてしまうため宝瓶口に達する前に水が本流に流れてしまい、さらに宝瓶口が入る水の量を制限するため、灌漑路の沿岸では洪水にならない。宝瓶口より先では、運河は西北が高く東南が低くなるように作られているので水は自然に東南の平野の方へ流れるようになっている。
宝瓶口の左側の山の崖には、一市尺ごとに数十本の目盛（水則）が刻まれ、これは古代中国の現存最古の水位標識である。成都平原で次々水路が作られ灌漑対象地域の拡大により、必要な水量は時代ごとに増加していった。宋の時代には目盛りは10本しかなく、下から6本目の水量で農業用水は足りた。元の時代には9本目が最善とされ、それより水量が多くても少なくても成都平原は困窮した。清の時代には目盛りの16本目までの大洪水が記録されたが、今日は目盛り数は24本に増え、春の農業用水には14本目までの水量が必要である。
宝瓶口の右側の山は、運河開削で左側の山から切り離されてしまったため「離堆」の名がある。山の上には李冰を祀る伏龍観（別名：老王廟）がある。宝瓶口の両側の岩盤は2000年の間に急流で次第に削られ、大きな空洞ができてしまったため、1965年と1970年に離堆が補修された。

## 効果

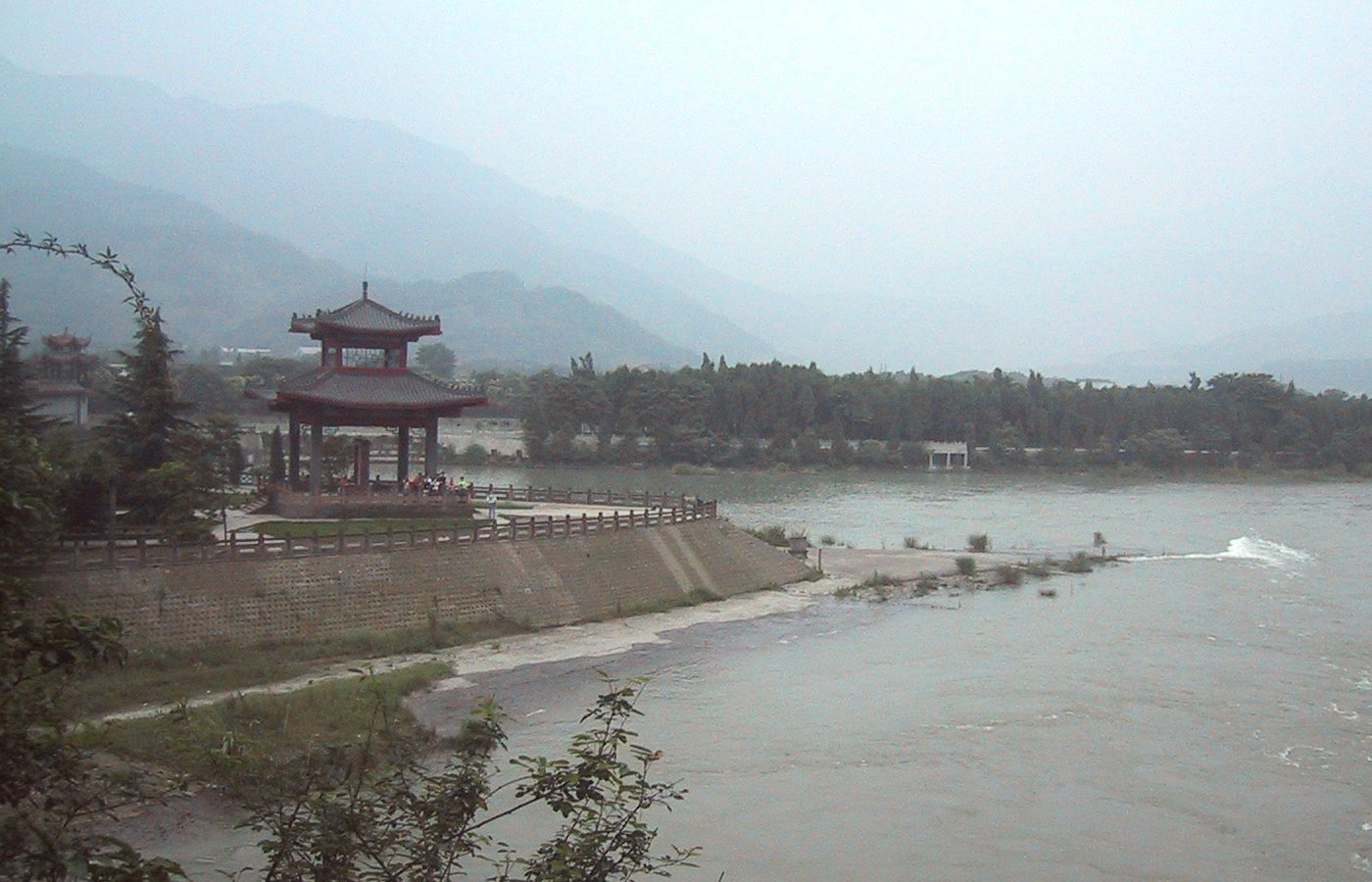
魚嘴とその対岸の百丈堤

都江堰完成後、成都平原は豊かな農業地帯へと変わり、成都の街は岷江からの水運がつながったことで物産の集まる交通の中心となった。また李冰は玉塁山の東に成都へ向かう2本の幹線水路を建設し、前漢の蜀郡太守・文翁は成都平原の東部へと水路を伸ばした。後漢には牧馬山高地にも灌漑水路が伸びた。同時に、都江堰の反対側である岷江右岸側にも、李冰の時代に羊摩江という灌漑路が造られたのを基礎として漢代に延伸され、成都平原西南部も灌漑されていった。漢代には灌漑面積は「万頃以上」（漢の単位「頃」は、現在の「畝」（ムー）では70畝にあたる）に達した。唐の時代、益州大都督長史の高倹が灌漑水路の支線を建設し、稠密な水路が平原を覆い水田が拡大を続けた。この水路網の起点はすべて都江堰にあった。
宋代においては、王安石の『京東提点刑獄陸君墓誌銘』によれば、都江堰の灌漑区域は1府2軍2州12県に達し、1.7万頃（現在の137.7万畝）に達していた。清代には14の州県の約300万畝が、1937年の統計では263.71万畝が都江堰の恩恵に浴していた。1938年に出版された『都江堰水利述要』では「川西地方の14県の広さの……約520余万畝」と記載されている。中華人民共和国はさらに水路網の拡充を続け、1960年代末には灌漑面積は678万畝に、1980年代初頭には龍泉山脈（成都の南で四川盆地の中央を東北から西南へ横断する）以東の地区にまで灌漑地域が広がり、ダム300基弱の建設もあわせて858万畝にまで灌漑面積が拡大した。今後は1,000万畝まで灌漑面積を拡大し総引水量100億立方mにおよぶ世界最大級の水利網とする計画がある。

## 管理
都江堰の管理と修繕は歴代王朝において重要な職務であり、当時の最新技術によって補強工事が行われ、洪水や地震が襲った後には修繕が繰り返された。後漢の霊帝の治世に「都水掾」と「都水長」という役職が置かれ、堰の維持管理の責務を負った。蜀漢の諸葛亮は、蜀の穀倉地帯の要である都江堰（当時は都安堰）を重視して「堰官」を置き、さらに1200人の兵を常備した（『水經注・江水』）。以後の王朝も、この地の県令に堰の維持管理に当たらせた。宋朝の時代には歳修制度（中州の堤防に使われる石の入った竹かごの補修、および中州の内側の灌江にたまった土砂の浚渫を、農閑期で川の水量の少ない冬から春にかけて行わせる）が制定された。
現在でも都江堰は現役で使用されており、中華人民共和国政府によりコンクリートでの補強が行われたほか、観光客向けの整備も行われている。

## 観光

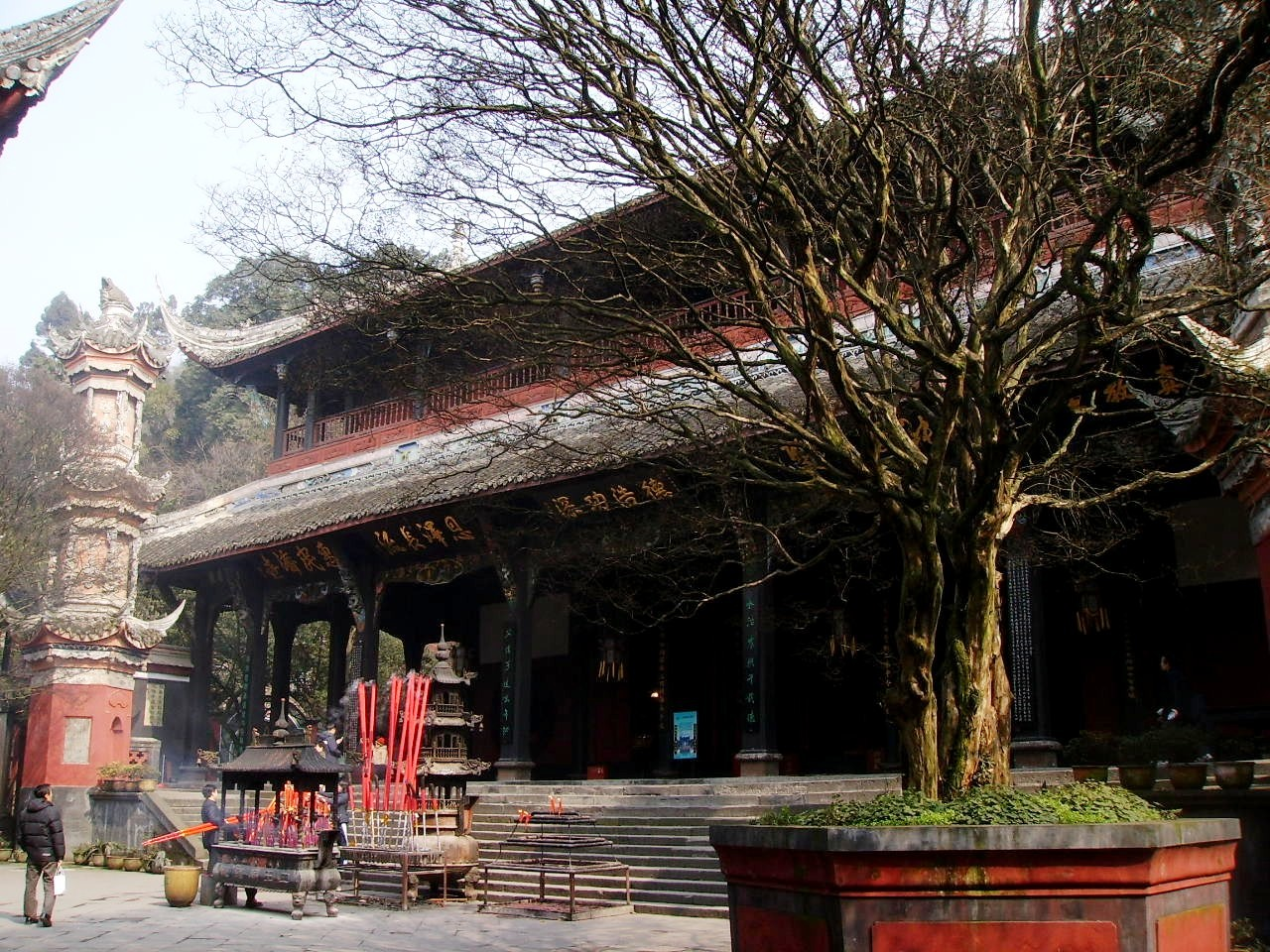
二王廟

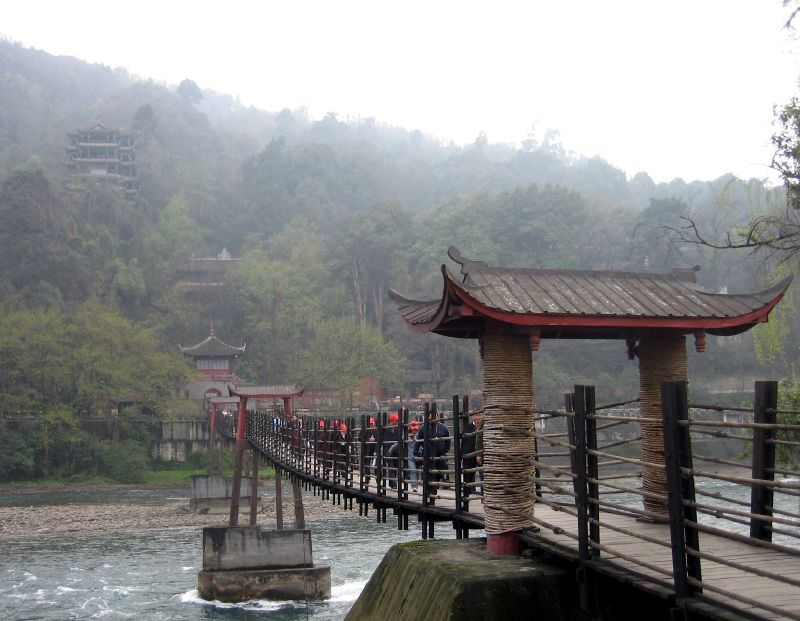
安瀾橋

都江堰全体は、水利施設を取り囲むように広大な自然公園となっており、成都から近いこともあって連日多くの観光客で賑わっている。
公園内には複数の古跡を順番に回る散策コースが整備されている。都江堰建設を指揮した李冰と、その死後に工事を完成させた李二郎の親子を祀った「二王廟」、都江堰建設前にこの川に住む龍を離堆の下の川底に縛り付けたという伝承にちなみ龍を祀る「伏龍観」、岷江を渡り「魚嘴」に至る吊り橋「安瀾橋」などが著名である。「安瀾橋」は宋代に建設された時は竹や木でできた長さ 500 m ほどの吊り橋であったが明末期に戦火で焼失し、清代後期に再建された。現在ではコンクリートを部分的に使用した吊り橋になっている。二王廟は2008年5月12日の四川大地震で倒壊したが、その後、もとの建材を可能な限り生かした再建工事が進められている。

## アクセス
- 成都から
  - 鉄道 - 成都と青城山を結ぶ高速鉄道「成灌快鉄」が都江堰市中心部を通る。所要35分。2010年5月10日に試運営が開始され、5月12日に正式開業した[3]。1日13-14往復程度。
  - バス - 成都市内北西部にある茶店子バスターミナル（茶店子客運駅）から都江堰市バスターミナル（都江堰市客運中心）まで高速バスが頻発している。所要1時間。運行時間は7:00頃から19:00頃まで。
  - 鉄道、バスともに都江堰市中心部に到着する。中心部から都江堰入口までは最も近い道で 2.6 km ほどの距離があり、この間を路線バス4路が結んでいる。所要20分、頻発。なお、成灌快鉄については都江堰の入口まで支線を建設する計画がある[4]。
- その他の都市から - 重慶、広漢、楽山、自貢、綿陽などの都市から都江堰市バスターミナルまでのバスがある。いずれも一日1 - 4便程度。

## 登録基準
この世界遺産は世界遺産登録基準のうち、以下の条件を満たし、登録された（以下の基準は世界遺産センター公表の登録基準からの翻訳、引用である）。
- (2) ある期間を通じてまたはある文化圏において、建築、技術、記念碑的芸術、都市計画、景観デザインの発展に関し、人類の価値の重要な交流を示すもの。
- (4) 人類の歴史上重要な時代を例証する建築様式、建築物群、技術の集積または景観の優れた例。
- (6) 顕著で普遍的な意義を有する出来事、現存する伝統、思想、信仰または芸術的、文学的作品と直接にまたは明白に関連するもの（この基準は他の基準と組み合わせて用いるのが望ましいと世界遺産委員会は考えている）。